# Tropische golf

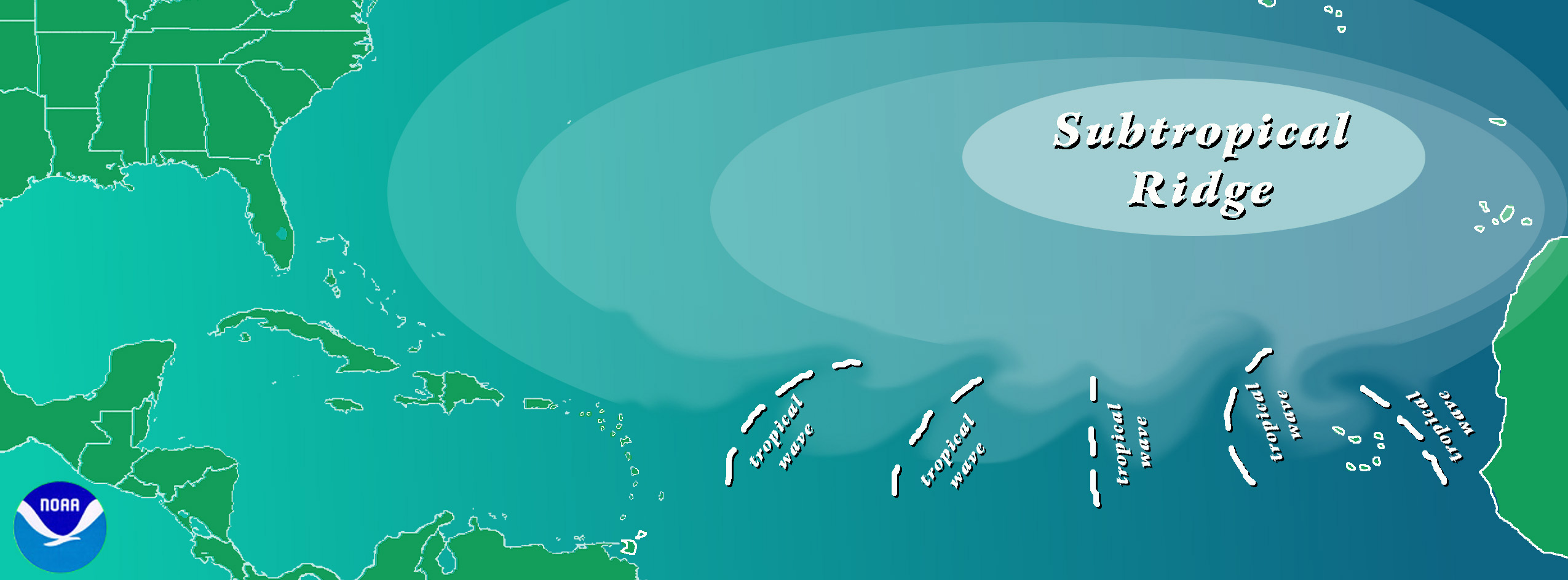
Tropische golven boven de Atlantische Oceaan, westwaarts gedreven door de rug van hogedruk boven de Azoren

Een tropische golf is een smalle, in noord-zuidrichting langgerekte strook, waarin de luchtdruk net iets lager ligt dan in de directe omgeving en die ontstaat boven de doldrums. Daardoor zijn ze te beschouwen als een trog van lagedruk aan het aardoppervlak. Deze trog kan een aanzet zijn tot het cyclonisch afbuigen van de luchtstromen, zodat convectie rond een tropische golf kan ontstaan. Als dat gebeurt en een tropische golf vocht en buien om zich verzamelt, wordt er ook wel gesproken van een tropische onweersstoring. Als de ontwikkeling doorgaat, kan de diepe convectie zich rond een centrum van lagedruk organiseren en als er rond dat centrum een gesloten circulatie ontstaat is er sprake van een tropische depressie. Een tropische golf is meestal 2000 à 2500 km lang. In het Engels spreekt men van tropical wave, dan wel easterly wave.

## Ontstaan
Tropische golven ontstaan boven de doldrums van West-Afrika in combinatie met de oostelijke straalstroom boven Afrika, die ontstaat uit het temperatuursverschil tussen de hete Sahara en de relatief koelere kust van Guinee. Deze straalstroom en de doldrums beïnvloeden elkaar en de instabiliteit, die hieruit volgt, kan een tropische golf voortbrengen. De eerste golven ontstaan in april/mei en de laatste worden waargenomen in oktober/november. Gemiddeld genomen ontstaan er 60 golven per seizoen met een tussenpoze van 3 à 4 dagen tussen elke golf. Een tropische golf wordt meestal meegevoerd met de passaatwinden en later op een westelijke koers gehouden door een hogedrukgebied boven de Azoren, vergelijkbaar met het tracé van klassieke orkanen van het Kaapverdische type.

## Relatie tot tropische cyclonen
Niet iedere tropische golf ontwikkelt zich verder. En niet iedere tropische cycloon komt voort uit een tropische golf. Wel is het zo dat 60% van de tropische stormen en eerste en tweede categorie orkanen in het Atlantisch basin ontstaat uit tropische golven. Bij de majeure orkanen (categorie 3 en hoger) in het Atlantisch basin is dit zelfs 85%. Toch is er geen relatie tussen het aantal tropische golven en het aantal tropische cyclonen in een seizoen aangetoond.

## Tropische cyclonen in het oosten van deGrote Oceaan
Veel tropische cyclonen in het oosten van de Grote Oceaan komen voort uit een tropische golf uit Afrika, die de Atlantische Oceaan, de Caribische Zee en Midden-Amerika heeft overgestoken, zonder tot noemenswaardige ontwikkeling te komen.